# Libohova (stad)
Libohova (obestämd albansk form: Libohovë) är en liten stad och kommun i Gjirokastër distrikt i södra Albanien.
I staden ligger fästningen Kalaja e Libohovës (Libohovas borg) och stadens stadsbild domineras av det massiva fortet. Libohova ligger i sydligaste Albanien, 15 kilometer syd om världsarvsstaden Gjirokastra och vid staden börjar även berget Bureto resa sig. Staden hade 3 651 invånare vid folkräkningen år 2005.
Från staden kommer Myfit Libohova som blev Albaniens andra utrikesminister då han satt på posten mellan år 1913 och 1914.